# アラン・サンドランス
アラン・サンドランス（Alain Senderens, 1939年12月2日 - 2017年6月25日）は、パリ、マドレーヌ寺院の側にある戦前から続く名門レストラン、「ルカ・キャルトン（Lucas Carton）」（現「サンドランス（Senderens）」）のオーナ・シェフで、ヌーヴェル・キュイジーヌの鬼才といわれたフランスの元3つ星シェフ。

## アラン・サンドランスのもとで修行したシェフ
- パリ「アルベージュ（L'Arpege）」のオーナ・シェフ アラン・パッサール（修行期間 1977年-1981年）
- パリ「ステラ・マリス（Stella Maris）」のオーナ・シェフ 吉野建（修行年 1981年）
- パリ「タイユヴァン（Taillevent）」の総料理長 アラン・ソリヴェレス（Alain Soliveres）

## アラン・サンドランスのスペシャリテ
- 「オマール海老のバニラ風味（Homard a la Vanille）」
- 「フォワグラのキャベツ包み（Foie gras de canard au chou）」
- 「鴨のアピシウス風（Canard Apicius Plat de l'Epoque Romaine）」

## 略歴
- 1939年12月2日： 南仏プロヴァンスのヴァール県トゥーロンの近くのイエールで生まれ、その後聖地として有名なルルド近くに移る。
- 1957-1959年： ルルドの「ロテル・アンバサダー（L'Hotel Ambassador）」のレストランで料理人としての修行を開始
- 1962-1963年： 「トゥール・ダルジャン」で食材管理のアシスタントと、ロティスールを担当
- 1963-1965年： 「ルカ・キャルトン」でソーシエからスー・シェフを務める。
- 1965年： 「ル・ベルクレー（Le Berkeley）」でポワソニエからソーシエを務める。
ここでの同僚に、ジョエル・ロビュション（Joel Robuchon）、アンリ・フォージュロン（Henri Faugeron）がいた。
- 1966年： 「オテル・ヒルトン・パリ・オルリー・エアポート（Hotel Hilton Paris Orly Airport）」でソーシエからスー・シェフを務める。
- 1968年： 独立し、パリ7区のエクスポジシオン通りに「ラルケストラート（L'Archestrate）」を開店
- 1970年： 1つ星獲得
- 1971年： 2つ星獲得
- 1977年： 同じ7区のロダン美術館の近くのヴァレンヌ通りに店を移転
- 1978年： 3つ星獲得
- 1982年： 来日。服部幸應が3つ星レストランなど、世界的に有名なシェフが来日したとき、「八王子うかい亭」（和牛・鉄板焼店）へ案内していたが、このときアラン・サンドランスを案内したのが最初
- 1985年： 数々の創作料理を産み出した「ラルケストラート」は、70年代半ばから80年代前半にかけて「ヌーヴェル・キュイジーヌ」の中心といわれていたが、この年「ラルケストラート」を閉め[2]、「ルカ・キャルトン」のオーナとなり、スタッフとともに移る。「ヌーヴェル・キュイジーヌ」の鬼才が伝統料理の殿堂といわれるレストランに移ったことは、当時大きな話題となった。
「ルカ・キャルトン」は戦後長らく2つ星であったが、サンドランスにより3つ星を獲得した。
- 2005年： 「ルカ・キャルトン」の店舗改装をきっかけに28年間維持してきた3つ星を返上し、店名を「サンドランス」とした。
- 2006年： 2つ星獲得（2007年現在 2つ星）

## 叙勲
- 1978年： Chevalier de l'Ordre National du Merite （国家功労勲章 シュバリエ）
- 1988年： Medaille Vermeil de la Ville de Paris （パリ市大金章）
- 1993年：
  - Chevalier de la Legion d'Honneur （レジオン・ド・ヌール勲章 シュバリエ）
  - Chevalier de l'ordre des Palmes Academiques （教育功労章 シュバリエ）
- 2004年： Officier dans l'ordre National de la Legion d'Honneur （レジオン・ド・ヌール勲章 オフィシエ）

## 著書（和書）
- サンドランス創作料理（三洋出版貿易、1983年、ISBN 978-4-87930-014-0）
- プルーストの食卓―「失われた時を求めて」の味わい（JICC出版局、1993年5月、ISBN 978-4-79660-589-2）